# 新居浜平野
新居浜平野（にいはまへいや）は、愛媛県東部、高縄半島と四国山地、燧灘に囲まれた平野。主要都市は、新居浜市、西条市。新居浜都市圏域を指す。
新居浜市と西条市の間には低いながらも山があり、平地として連なってはないということから、西条地域においては新居浜平野と分けて道前平野と称する場合もある。旧西条市の要望で、かっこ書きながら道前平野が付記されている地図もある。なお、「道前」とは道後温泉の「道後」に相対する名称。

## 産業
米作、花卉（かき）、柿、茶の栽培、畜産が盛ん。臨海部は遠浅の海岸であったため、埋め立てられ工場地帯となっている。

## ギャラリー

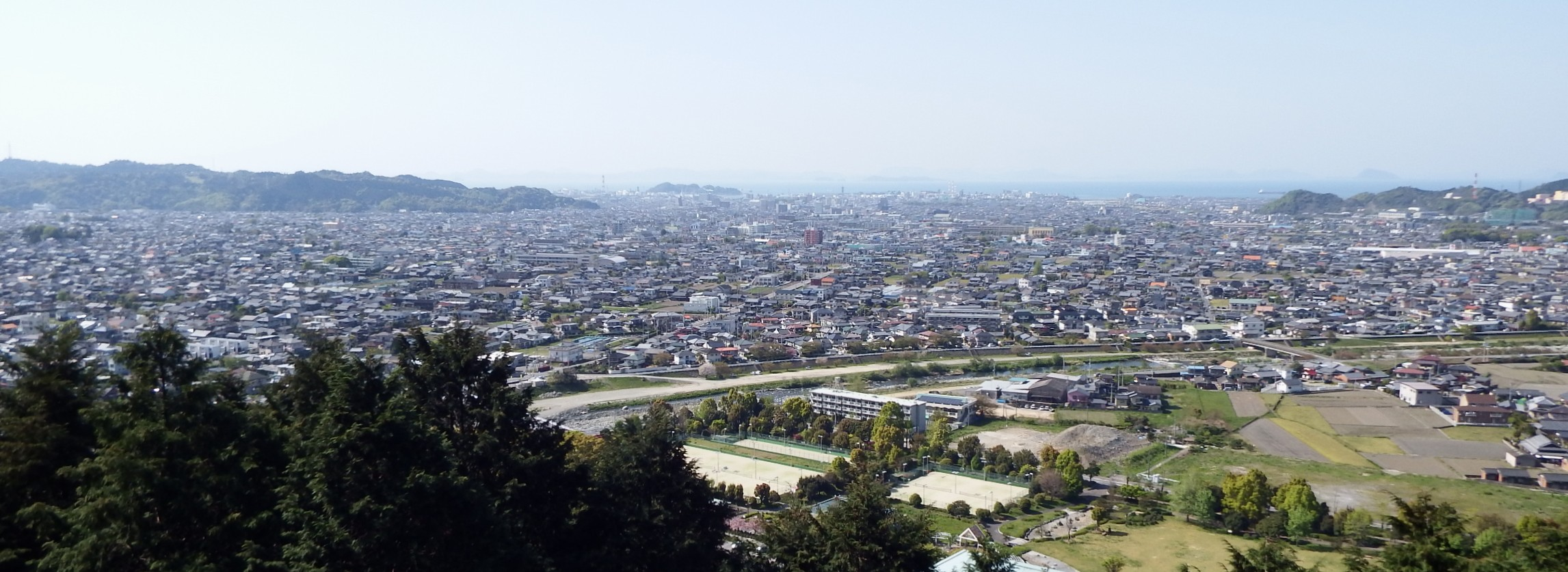
大山積神社奥の宮 (エントツ山より東へ250 m) より